# Моховая (Гомельская область)
Моховая (бел. Махавая) — деревня в Болотнянском сельсовете Рогачёвского района Гомельской области Беларуси.

## География

### Расположение
В 46 км на северо-восток от районного центра и железнодорожной станции Рогачёв (на линии Могилёв — Жлобин), 107 км от Гомеля.

## Транспортная сеть
Транспортные связи по просёлочной, затем автомобильной дороге Довск — Славгород. Планировка состоит из прямолинейной широтной улицы, застроенной двусторонне деревянными домами усадебного типа.

## История
По письменным источникам известна с XIX века как селение в Довской волости Рогачёвского уезда Могилёвской губернии. С 1880 года работали хлебозапасный магазин и ветряная мельница. В 1909 году 239 десятин земли. В 1932 году жители вступили в колхоз. Во время Великой Отечественной войны в ноябре 1943 года оккупанты сожгли деревню и убили 3 жителей. 19 жителей погибли на фронте. Согласно переписи 1959 года в составе колхоза имени В. И. Ленина (центр — деревня Болотня).

## Население

### Численность
- 2004 год — 22 хозяйства, 35 жителей.

### Динамика
- 1909 год — 32 двора, 238 жителей.
- 1940 год — 40 дворов.
- 1959 год — 166 жителей (согласно переписи).
- 2004 год — 22 хозяйства, 35 жителей.

## Известные уроженцы
- В. А. Степченко — Герой Социалистического Труда.